# Rolls-Royce AE 2100
Rolls-Royce AE 2100 — турбогвинтовий двигун середньої потужності, розроблений компанією Allison Engine Company американського концерну General Motors, яка 1995 року була придбана британським концерном Rolls-Royce Holdings. Розроблений як силова установка для військових транспортних літаків, літаків дальнього морського патрулювання та високошвидкісних літаків
регіональної авіації. Сертифікований в діапазоні потужності від 3600 к.с. до 4 700 к.с. Його різновиди встановлені на літаках Saab 2000, Alenia C-27J Spartan, Lockheed Martin C-130J Super Hercules, Lockheed Martin LM-100J, ShinMaywa US-2.

## Конструкція

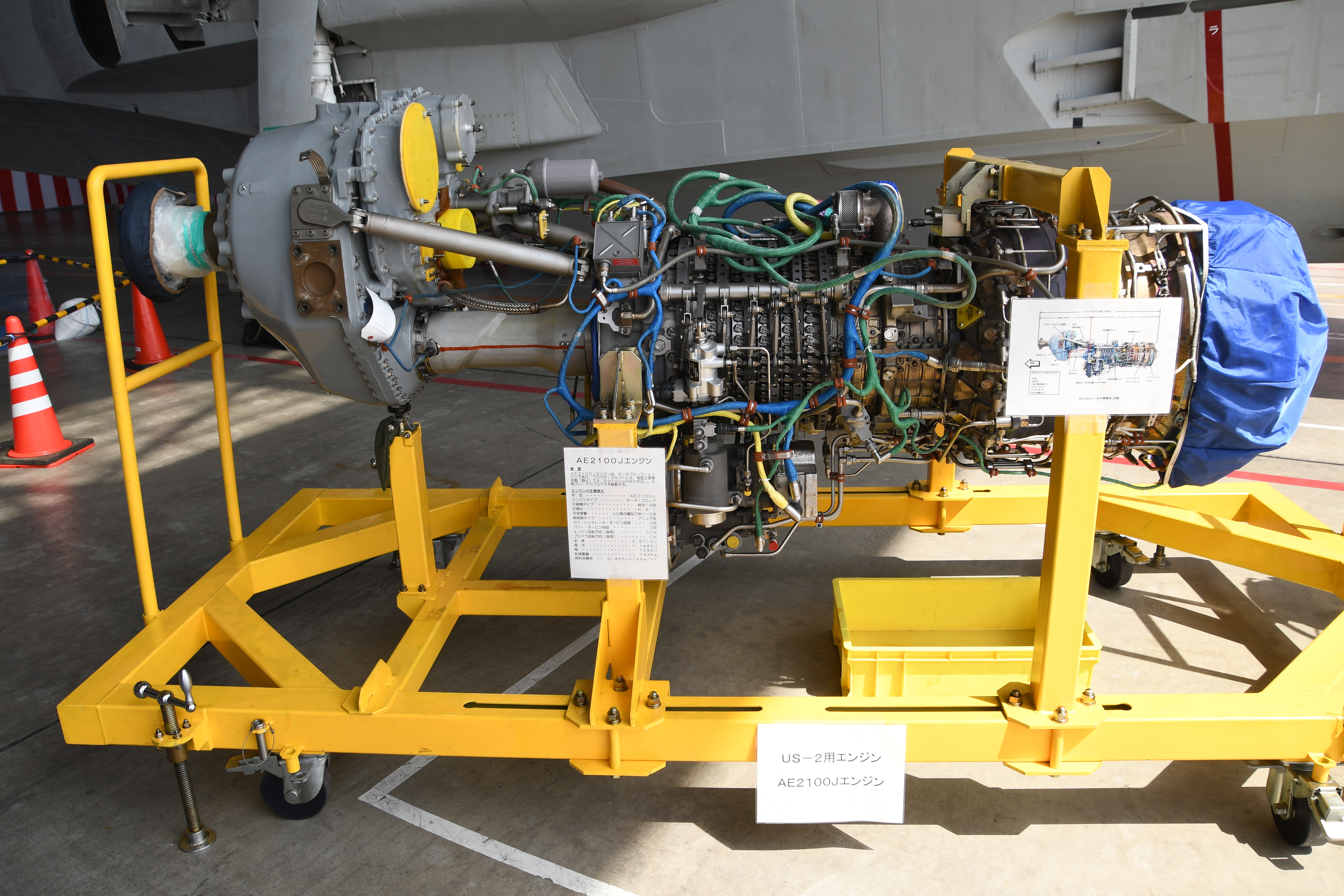
Двигун Rolls-Royce AE2100J без обшивки на стенді на авіабазі Корпусу морської піхоти США в Івакуні, Японія

Двигун — двовентиляторний з 14-ступеневим компресором високого тиску і двоступеневим компресором низького тиску. Кільцева камера згоряння з 16-а форсунками впорскування палива з повітряним дуттям. Вільна силова турбіна з 2 ступенями, приводить в рух пропелер через механічний планетарний редуктор. Двигун став першою силовою установкою, яка використовувала електронно-цифрову систему управління двигуном компанії Hispano-Suiza, відому як FADEC (англ. Full Authority Digital Engine Control). FADEC керує як двигуном, так і його пропелером, безперервно обробляє та аналізує ключові параметри двигуна й керує фазою запуску, а потім усім робочим діапазоном двигуна, від холостого ходу до повного газу. Пропелер двигуна шестилопатевий, з повністю композитними лопатями Dowty.
Двигун AE 2100 з коробкою передач забезпечують максимальну потужність на валу 6000 к. с. (4500 кВт), яку знижували до 4200, 4590 і 3600 к.с. відповідно для Saab 2000, Lockheed Martin C-130J Super Hercules і IPTN N-250.

## Варіанти двигуна й застосування
AE 2100A
- Lockheed P-3 Orion (випробувальний стенд)
- Saab 2000[en]

AE 2100C
- IPTN N-250[en] (тільки прототип)

AE 2100D2A
- Alenia C-27J Spartan

AE 2100D3
- Lockheed C-130K Hercules (випробувальний стенд)
- Lockheed Martin C-130J Super Hercules
- Lockheed Martin LM-100J

AE 2100FВаріант, запропонований 1995 року з гвинтами Dowty R394 для модернізації двигуна Allison T56 версій літаків Lockheed C-130 E й H і Lockheed L-100-30, за ціною після заміни двигунів з гвинтами 11 млн доларів США за літак.
AE 2100GВаріант, запропонований 1994 року для авіалайнера 86 пасажирів ATR 82, який потребував двигуна потужністю близько 5000 к.с.
AE 2100HВаріант, запропонований 1996 року Dassault Aviation для морського патрульного літака Dassault Aviation третього покоління ATL3G .
AE 2100JГібрид AE 2100A та AE 2100D3 для японського літака-амфібії ShinMaywa US-2, який має вимірювач крутного моменту від AE 2100A та додатковий редуктор від AE 2100D3; використовує потужніший редуктор, шестилопатевий гвинт Dowty для більших навантажень та модифіковане розташування впускної та перепускної секцій для зменшення потрапляння морської води.
AE 2100P
- Літак дальнього радіолокаційного стеження Saab 2000 AEW&C

AE 2100SD-7
Варіант, запропонований 1994 року для європейського «Великого літака майбутнього», з потужністю від 6000 до 10000 к.с. (який зрештою став Airbus A400M Atlas з іншими двигунами) .

## Технічні характеристики двигуна
| Двигун                   | AE 2100D2                  | AE 2100D3                  | AE 2100J                   | AE 2100P                   |
| ------------------------ | -------------------------- | -------------------------- | -------------------------- | -------------------------- |
| Потужність, к.с. (кВт)   | 4 637 (3 458)              | 4 637 (3 458)              | 4 591 (3 423)              | 4 152 (3 096)              |
| Ступінь підвищення тиску | 16.6 : 1                   | 16.6 : 1                   | 16.6 : 1                   | 16.6 : 1                   |
| Довжина, м               | 3                          | 3,15                       | 2,9                        | 3                          |
| Діаметр, м               | 0,73                       | 0,73                       | 0,73                       | 0,73                       |
| Суха вага, кг            | 783                        | 843                        | 744                        | 730                        |
| Компресор                | 14-ступеневий осьовий      | 14-ступеневий осьовий      | 14-ступеневий осьовий      | 14-ступеневий осьовий      |
| Компресорна турбіна      | 2-ступенева                | 2-ступенева                | 2-ступенева                | 2-ступенева                |
| Камера згоряння          | кільцева з 16-а форсунками | кільцева з 16-а форсунками | кільцева з 16-а форсунками | кільцева з 16-а форсунками |
| Вільна турбіна           | 2-ступенева                | 2-ступенева                | 2-ступенева                | 2-ступенева                |

## Поширення
На 2015 рік компанія Rolls-Royce поставила 2000-й двигун AE 2100, який був установлений на літак Lockheed Martin C-130J Super Hercules Повітряних сил США. На цей період лінійка двигунів AE 2100 нагромадила понад 8 мільйонів льотних годин надійної роботи, в основному саме на літаках C-130J. AE 2100 також використовується на літаках C-27J, японському морському рятувальному літаку US-2 та цивільних і військових літаках Saab 2000. Від військового транспорту до цивільних пасажирських перевезень, від морських рятувальних робіт до гуманітарних операцій — двигун AE 2100 зарекомендував себе як універсальна силова установка.

Військовими замовниками двигунів AE 2100 є Велика Британія, США, Австралія, Італія, Японія, Данія, Греція, Болгарія, Пакистан.